# Дюрер, Ханс
Ханс Дюрер (нем. Hans Dürer варианты: Hans Derer, Hans Direr, Hans Dyrher, Johannes Derer, Johannes Direr, Johannes Dürer, Johannes Dyrer, Hanusz Derer, Hanusz Dürer, Hanusz Dyrer, Hanusz Dyrher, 21 февраля 1490, Нюрнберг — 1538, Краков) — немецкий художник и график.

## Биография
Ханс Дюрер — сын нюрнбергского ювелира Альбрехта Дюрера старшего и его жены Барбары, младший брат художника Альбрехта и ювелира Эндреса Дюреров.
После смерти отца в ноябре 1502 года Ханс начал обучение в мастерской своего брата Альбрехта. Здесь он имел возможность (по крайней мере в 1503 году) работать в контакте с такими мастерами, как Ханс Бальдунг и Ханс Шойфелин, которые, вероятно, существенно повлияли на развитие Ханса Дюрера как художника. В 1505 году Альбрехт Дюрер планировал вызвать в Венецию, где он находился в то время, Ханса, однако Барбара Дюрер отказалась отпустить младшего сына из Нюрнберга. Одна из причин отказа, вероятно, разделяемое всеми членами семьи беспокойство, что вспыльчивый Ханс мог попасть в неприятную историю. Возможно, из-за своего характера Ханс не был отправлен на учёбу в мастерскую Михаэля Вольгемута или кого-либо ещё из числа нюрнбергских художников. Альбрехт, видимо, надеялся исправить положение, заняв младшего брата серьёзной работой. Предполагается, что Ханс в 1505 году, в то время как Альбрехт находился в Италии, участвовал в работе над так называемым Главным алтарём Святого Вита (Музей Собора и Диоцеза, Вена, инв. № W. 319—323) для курфюрста Саксонии Фридриха. В значительной степени алтарный образ выполнен Хансом Шойфелином по эскизам Альбрехта Дюрера. Факт сотрудничества однако, ничем не подтверждён.
Первым произведением, в создании которого участвовал Ханс вместе с Альбрехтом, считается Алтарь Геллера. Часть этого алтарного образа хранится в Историческом музее во Франкфурте-на-Майне (инв. № B 266 — B 269). Ханс, возможно, расписал его створки и получил от заказчика Якоба Геллера вознаграждение в размере 2 гульденов.
Из документов известно об участии в 1510 году Дюрера-младшего в драке, в которой он получил небольшое ранение. Происшествие случилось перед самым началом его странствия в качестве подмастерья, завершающего учёбу. Вероятно, в 1511 году Ханс жил в Италии у своего брата Альбрехта (хотя это мог быть и другой брат — Эндрес).